# Półwieś
Półwieś (deutsch Halbendorf) ist ein Stadtteil der kreisfreien Stadt Oppeln in der Woiwodschaft Oppeln. In Półwieś liegt der Hauptfriedhof der Stadt Opole sowie das größte Einkaufszentrum der Stadt Centrum Handlowe Karolinka.

## Geographie

### Geographische Lage
Das Straßendorf Półwieś liegt in der historischen Region Oberschlesien im Oppelner Land. Der Ort liegt ca. drei Kilometer nordwestlich der Innenstadt von Oppeln am linken Ufer der Oder.
Półwieś liegt in der Nizina Śląska (Schlesischen Tiefebene) innerhalb der Równina Opolska (Oppelner Ebene). Der Stadtteil wird in Nord-Süd-Richtung durch die Landesstraße Droga krajowa 45 durchzogen. Im Norden verläuft die Landesstraße Droga krajowa 46 sowie im Süden die Woiwodschaftsstraße Droga wojewódzka 414.

### Nachbarorte
Półwieś grenzt im Norden an Slawitz, im Süden an Zaodrze (Odervorstadt) und Szczepanowice (Sczepanowitz) sowie im Osten an Bierkowice (Birkowitz).

## Geschichte

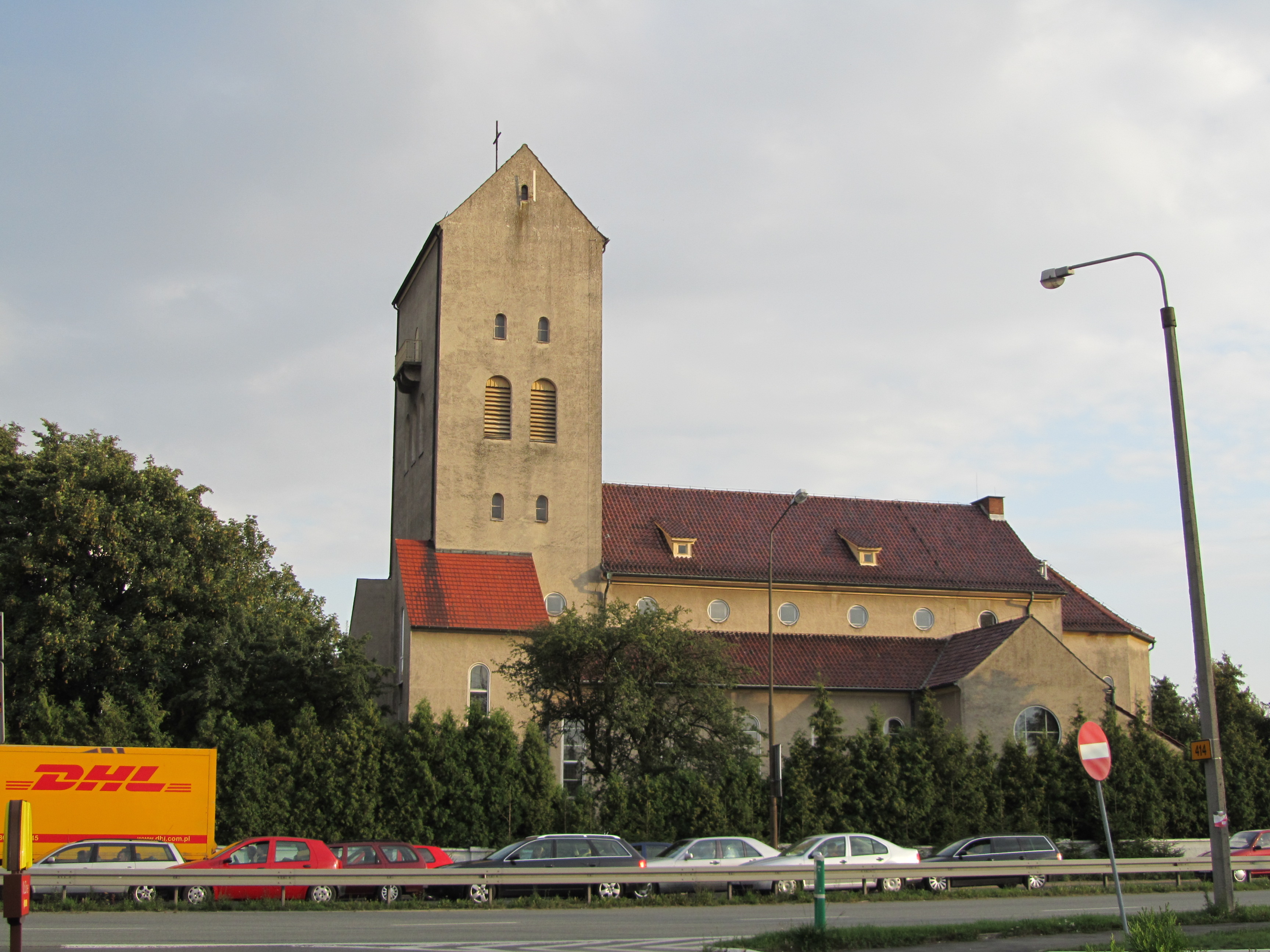
St.-Michaels-Kirche – 1937 geweiht

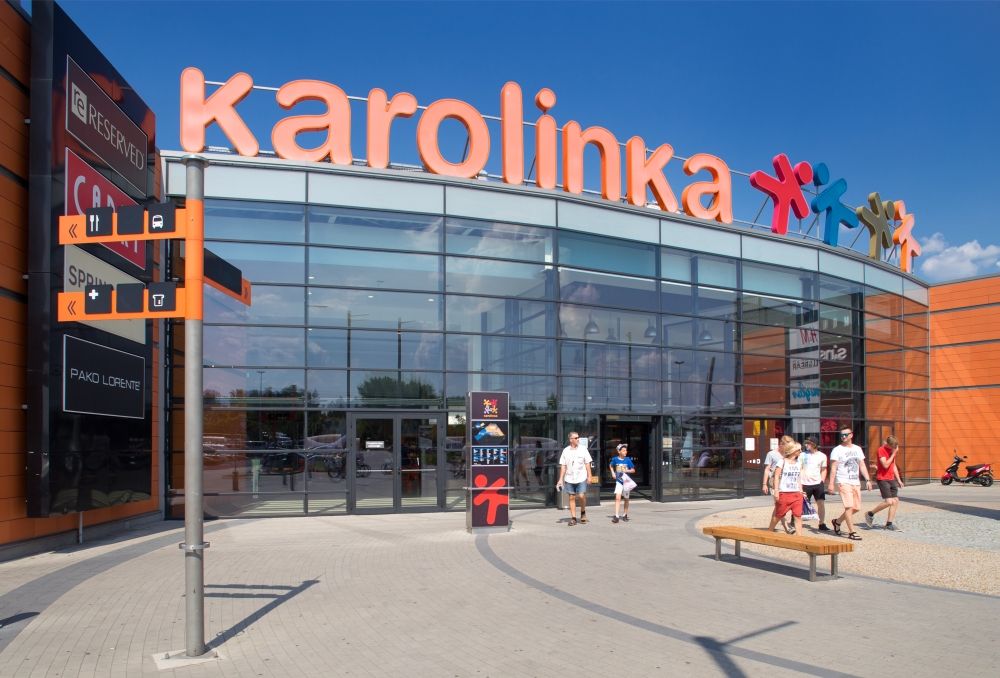
Centrum Handlowe Karolinka

Der Ort wurde 1295 erstmals urkundlich als dimidia villa erwähnt. Weitere überlieferte Ortsbenennungen stammen aus den Jahren 1404 als Media villa sowie 1471 als Halbendorff.
Nach dem Ersten Schlesischen Krieg 1742 fiel Halbendorf mit dem größten Teil Schlesiens an Preußen.
Nach der Neuorganisation der Provinz Schlesien gehörte die Landgemeinde Halbendorf ab 1816 zum Landkreis Oppeln im Regierungsbezirk Oppeln. 1845 bestanden im Dorf eine katholische Schule, eine Brennerei, zwei Vorwerke und 63 Häuser. Im gleichen Jahr lebten in Halbendorf 618 Menschen, davon 20 evangelisch. In der Mitte des 19. Jahrhunderts entstand nördlich des Dorfes ein Schloss im Stil der Neorenaissance. Dabei handelte es sich um einen zweigeschossigen Bau mit Flachdach und einem Turm. Ab 1863 gehörte dieses zum Geschlecht der Eynern. 1855 lebten in Halbendorf 593 Menschen. 1865 bestanden im Dorf vier Bauer, 16 Halbbauern, 20 Gärtner, sechs Angerhäusler und 61 Einlieger. Die zweiklassige katholische Schule wurde im gleichen Jahr von 172 Schülern besucht. 1874 wurde der Amtsbezirk Halbendorf  gegründet, welcher aus den Landgemeinden Birkowitz, Halbendorf, Leopoldsberg, Slawitz und Zelasno und den Gutsbezirken Birkowitz, Halbendorf, Oberschale und Slawitz bestand. Erster Amtsvorsteher war der Rittergutsbesitzer von Eynern in Halbendorf. 1885 zählte Halbendorf 672 Einwohner.
Bei der Volksabstimmung in Oberschlesien am 20. März 1921 stimmten 296 Wahlberechtigte für einen Verbleib bei Deutschland und 214 für Polen, im Gutsbezirk Halbendorf stimmten 119 Personen für Deutschland und zwei für Polen. Halbendorf verblieb beim Deutschen Reich. 1925 lebten im Ort 1194 Einwohner. Am 1. April 1936 wurde Halbendorf vom Landkreis Oppeln in die Stadt Oppeln eingemeindet. Von 1936 bis 1937 wurde die St.-Michaels-Kirche südlich des Dorfes erbaut. 1945 wurde das Schloss zerstört und später abgetragen. Letzter Besitzer des Schlosses und der Herrschaft Halbendorf war Peter v. Wichelhaus. Die Familie von Wichelhaus besaß und bewirtschaftete in Oberschlesien, neben der Herrschaft Halbendorf mit dem Rittergut Preisdorf, auch die Gutsbetriebe Norok und dem Vorwerk Ferdinandshof, Schönwitz, Niewodnik, Karbischau, Schosnitz, Birkental, Rittergut Birkholz. Heute befinden sich nur noch einzelne Fragmente des Schlosses an der Stelle. Östlich vom Gelände sind noch die Grabsteine der Familie finden. Bis 1945 befand sich der Ort im Landkreis Oppeln.
1945 kam der bisher deutsche Ort unter polnische Verwaltung, wurde in Półwieś umbenannt und der Woiwodschaft Schlesien angeschlossen. 1950 kam der Ort zur Woiwodschaft Oppeln.
2008 wurde westlich des Dorfes das größte Einkaufszentrum der Stadt Oppeln Centrum Handlowe Karolinka eröffnet.

## Sehenswürdigkeiten

### St.-Michaels-Kirche
Die römisch-katholische St.-Michaels-Kirche (poln. Kościół św. Michała) wurde zwischen 1936 und 1937 erbaut. Die feierliche Weihe fand am 26. September 1937 in Anwesenheit des Breslauer Erzbischofs Adolf Bertram statt. Seit 2011 steht das Gebäude unter Denkmalschutz.

### Weitere Sehenswürdigkeiten
- Der Hauptfriedhof von Oppeln liegt südwestlich Dorfes und wurde von Gustav Allinger gestaltet und 1931 eröffnet.[13] Die Anlage wurde 1987 unter Denkmalschutz gestellt.[12]
- Glockenkapelle an der Nizinna
- Alter Dorffriedhof mit erhaltenen deutsche Gräbern
- Wegekapelle mit Jesusstatue